# Teodor Andrzej Potocki
Teodor Andrzej Potocki (13 février 1664 – 12 décembre 1738) était un noble polonais (szlachcic de la famille Potocki), primat de Pologne, interrex en 1733.
Teodor Andrzej Potocki était recteur de Przemyśl et chanoine de Cracovie depuis 1687, évêque de Chełmno depuis 1699, et évêque de Warmie depuis 1711. En 1722, Teodor devint archevêque de Gniezno et primat de Pologne.
Il devint interrex après la mort d'Auguste II de Pologne et dirigea l'élection du nouveau roi à Wola. En 1733, il déclara et couronna Stanisław I Leszczyński comme successeur d'Auguste II sur le trône de Pologne. Il soutint Leszczyński pendant la Guerre de Succession de Pologne qui s'ensuivit.
Teodor était un protecteur de l'ordre des jésuites et bienfaiteur des églises, des monastères et des palais.

### Articles liés
- Archidiocèse de Gniezno
- Liste des archevêques de Gniezno et primats de Pologne